# ایدروسیلامید
ایدروسیلامید (انگلیسی: Idrocilamide) دارویی با اثرات شل کننده عضلات اسکلتی و اثرات ضد التهابی است که به عنوان کرم موضعی برای درمان کمردرد و انواع دیگر دردهای عضلانی استفاده میشود.